# Лейди и Скитника 2: Приключенията на Скамп
Лейди и Скитника 2: Приключенията на Скамп (на английски: Lady and the Tramp II: Scamp's Adventure) е американски анимационен филм, продуциран от Walt Disney Television Animation, и е продължение на анимационния филм на Дисни от 1955 г. Лейди и Скитника. Филмът е създаден през 2000 г. и е издаден директно на VHS и DVD на 27 февруари 2001 г., 46 години след предшественика му.
Филмът се съсредоточава върху единствения син на Лейди и Скитника, пакостливия Скамп, който копнее за свобода от домашните правила, мечтаейки да стане „диво куче“. Един ден, Скамп бяга от дома си и се присъединява към банда от улични кучета, водена от главатаря Бъстър. Тогава Скамп среща прекрасната бездомница Ейнджъл. Той е изправен пред избора между вълнението и приключението от бягството или любовта и отдадеността на семейството си у дома.

## Сюжет
През 1911 г., само два дни преди Деня на независимостта, Лейди и Скитника имат три добре възпитани и любезни дъщери - Анет, Даниел и Колет, и вечно игривия, но раздразнителен син на име Скамп. След като Скамп прави бъркотия в къщата, Джим, неговият собственик, го завързва в кучешката колиба, намираща се в двора, като наказание. Родителите на Скамп се безпокоят, че синът им не следва правилата в дома. Скитника разговаря със сина си, но бързо се отказва, тъй като той иска да бъде диво куче. По-късно Скамп вижда глутница бездомни кучета, която го заинтригува. Скамп се откъсва от веригата и се втурва след глутницата. Той среща младата бездомница Ейнджъл и след като се сприятеляват, тя го отвежда при останалите кучета. Междувременно, Лейди излиза, за да се помири със сина си, но остава ужасена, когато вижда, че него го няма. Паникьосана, тя се втурва в къщата, а Скитника и семейството започват издирването на Скамп.
Скамп се опитва веднага да се присъедини към глутницата, но техният водач Бъстър му дава изпитание в алеята, в която Скамп трябва успешно да вземе консервна кутия от голямото бездомно куче на име Реджи. Реджи се втурва в преследване на Скамп и Ейнджъл, но те успяват да избягат от Реджи, който е хванат от ловец на кучета. Впоследствие глутницата се отправя към Парка на ветераните, където Спарки, друг член, разказва история за бягство от група кучкари. Бъстър, който някога е бил добър приятел със Скитника, гневно обяснява истината - Скитника, който се влюбва в Лейди, става домашен любимец. По-късно, Скамп, разтревожен, че баща му е бил бездомник, е сам в близост до железопътния мост. Присъединявайки се към него, Ейнджъл казва на Скамп, че веднъж е имала пет семейства и се опитва да го убеди, че притежаването на любящо семейство е по-добро от това да бъде бездомник. Точно тогава влакът се приближава, а Скамп и Ейнджъл избягват от влака и попадат в река. След като двамата излизат от реката, те осъзнават, че тяхното приятелство е разцъфтяло в любов.
Междувременно родителите на Скамп, заедно с Джим, Джок и Тръсти го търсят. Скамп и Ейнджъл се сблъскват с тях по време на романтична разходка, а Ейнджъл се отвращава, че Скамп би избрал да живее по улиците, отколкото със семейството си. На следващия ден, на четвърти юли, когато семейството на Скамп е на пикник, Бъстър ги вижда и осъзнава, че Скамп е синът на Скитника. Тогава Бъстър нарежда на Скамп да открадне пиле от пикника на семейството като втори и последен тест за присъединяването му към глутницата. Скамп прави това и се отправя към алеята, където Скитника се изправя срещу него и го моли да се прибере у дома. Скамп, егоистичен, както винаги, отказва и избира да остане с Бъстър. Бъстър, с удоволствие виджда, че Скитника е обезумял и официално обявява Скамп за улично куче, като сваля нашийника му.
Скамп празнува своята новооткрита свобода, но празникът му се прекъсва, когато Ейнджъл му се кара, че е отблъснал баща си и му напомня, че семейството му го обича. Раздразнен, Скамп прави неволна грешка, разкривайки, че Ейнджъл иска да бъде домашен любимец, а Бъстър я гони от глутницата. След като Ейнджъл ядосано излезе от пакта, Скамп я търси и се опитва да се извини. Бъстър, който все още желае да отмъсти на Скитника, урежда Скамп да бъде хванат от кучкаря. В резултат на това Скамп най-накрая осъзнава, че е направил ужасна грешка, като е избрал мечтата си пред семейството си. Ейндъл вижда, че Скамп е заловен и отива да предупреди Скитника. Междувременно, Скамп е поставен в клетка с Реджи. Скитника, пристигайки точно навреме, се бори с Реджи и спасява сина си. Преди да се приберат вкъщи, Скамп се извинява на баща си, че е избягал, и двете кучета се сдобряват. Те се отправят към сметището, където Скамп открива нашийника си, а Бъстър попада в капан от купчини боклуци. Останалите кучета напускат Бъстър и отиват да намерят свои собствени семейства. Ейнджъл придружава Скамп и Скитника до дома им, където останалата част от семейството е щастлива от завръщането на Скамп и те решават да приемат Ейнджъл.

## Премиера
Лейди и Скитника 2: Приключенията на Скамп е създаден през 2000 г., като е издаден през 2001 г.

### Домашна употреба
За разлика от първия филм, Лейди и Скитника 2: Приключенията на Скамп е филм, издаден директно на видео. Първоначално той е пуснат на VHS и DVD на 27 февруари 2001 година. Това е един от първите филми на Дисни, издаден директно за домашна употреба. Преиздаден е на DVD на 20 юни 2006 г., веднага след платиненото DVD издание на първия филм. През 2012 г. е пуснат за продажба на Blu-Ray, а през 2013 г. - в пакет от DVD и Blu-Ray.

## Саундтрак
Музиката към филма е композирана от Дани Трооб, а песните са написани от Мелиса Манчестър и Норман Гимбъл.

### Песни
- Welcome Home
- World Without Fences
- Junkyard Society Rag
- I Didn't Know That I Could Feel This Way
- Always There
- Belle Notte (This is the Night)